# Jardim de ervas

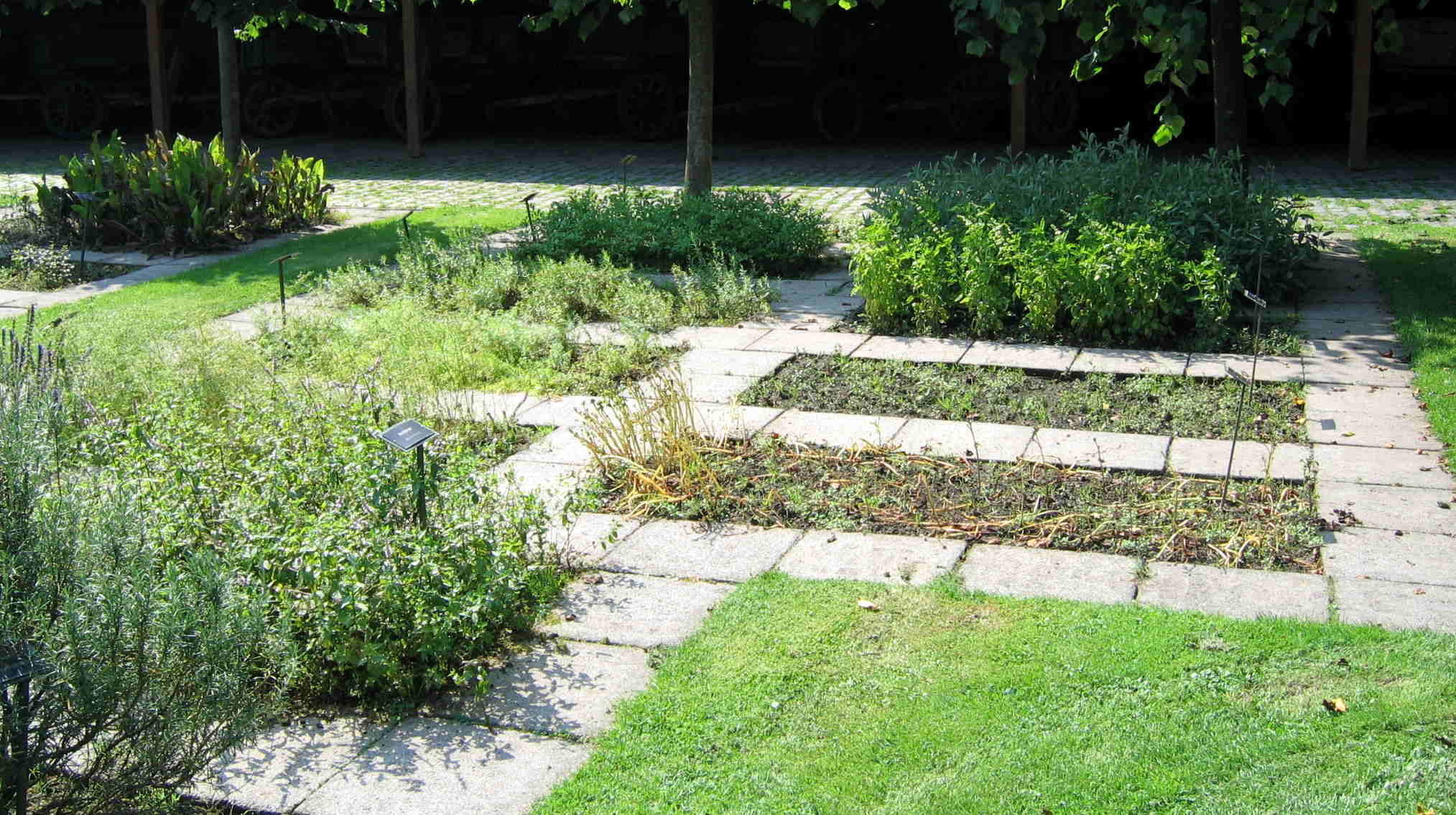
Jardim de ervas em Beernem, na Bélgica.

Um jardim de ervas é tradicionalmente um espaço separado do resto do jardim de uma residência — áreas de plantas ornamentais e de gramado — e voltado para o cultivo de ervas, de vegetais, de frutas e de  flores comestíveis, empregados na cozinha e em tratamentos medicinais.